# أنطونيو أندريس
أنطونيو أندريس (بالإسبانية: Antonio Andrés)‏ هو عداء سريع إسباني، ولد في 18 يناير 1974 في غانديا في إسبانيا.
خوسيه أنطونيو أندريس غيلين (من مواليد 18 يناير 1974 في غانديا) هو عداء إسباني متقاعد متخصص في سباق 400 متر. مثل بلاده في دورة الألعاب الأولمبية الصيفية لعام 2000، بالإضافة إلى ثلاث بطولات عالمية خارجية وواحدة داخلية. حصل على الميدالية البرونزية بسباق التتابع الإسباني 4 × 400 متر في بطولة أوروبا 1998.
أفضل ما لديه في هذا الحدث هو 46.23 ثانية في الهواء الطلق (موناشيل 1999) و 47.14 ثانية في الداخل (باريس 1997).

## وصلات خارجية
- أنطونيو أندريس على موقع الاتحاد الدولي لألعاب القوى (الإنجليزية)
- أنطونيو أندريس على موقع أوليمبيديا (الإنجليزية)